# مارتن كوخ (متزلج قفز)
مارتن كوخ (بالألمانية: Martin Koch)‏ هو متزلج قفز نمساوي، ولد في 22 يناير 1982 في فيلاخ في النمسا.

## وصلات خارجية
- الموقع الرسمي
- مارتن كوش على موقع الاتحاد الدولي للتزلج (القفز التزلجي) (الإنجليزية)
- مارتن كوش على موقع أوليمبيديا (الإنجليزية)